# Ewa Langwińska-Wośko
Ewa Langwińska (ur. 20 września 1958) – polska okulistka, doktor habilitowany nauk medycznych, adiunkt Katedry i Kliniki Okulistyki II Wydziału Lekarskiego Warszawskiego Uniwersytetu Medycznego.

## Życiorys
Dyplom lekarski uzyskała na Akademii Medycznej w Lublinie w 1983. Pierwszy i drugi stopień specjalizacji z okulistyki zdobyła odpowiednio w 1987 i 1990. Stopień doktorski uzyskała w 1991 roku na podstawie pracy Zachowanie się potencjałów oscylacyjnych w badaniach elektroretinograficznych u dzieci i młodzieży z cukrzycą insulinozależną, przygotowanej pod kierunkiem prof. Kazimierza Gerkowicza. W okresie 1986–1994 pracowała w II Klinice Okulistyki Akademii Medycznej w Lublinie. 
Od 1995 zatrudniona jako adiunkt w Katedrze i Klinice Okulistyki II Wydziału Lekarskiego warszawskiej Akademii Medycznej (Warszawskiego Uniwersytetu Medycznego). Ponadto od 2000 roku pracuje również w Samodzielnym Publicznym Klinicznym Szpitalu Okulistycznym w Warszawie. Habilitowała się w 2017 roku na podstawie oceny dorobku naukowego i pracy pod tytułem Zmiany patomorfologiczne i patofizjologiczne układu wzrokowego jako wyraz neurodegeneracji w przebiegu choroby Wilsona.
Swoje prace publikowała w czasopismach krajowych i zagranicznych, m.in. w „Klinice Ocznej”, „Documenta Ophthalmologica", „Kontaktologii i Optyce Okulistycznej" oraz „Okulistyce”. 
Zainteresowania kliniczne i badawcze E. Langwińskiej-Wośko dotyczą m.in. chirurgicznego leczenia zaćmy oraz kontaktologii. 
Należy do Polskiego Towarzystwa Okulistycznego, w ramach którego jest członkinią kilku sekcji (jaskry, kontaktologicznej, zaćmy i chirurgii refrakcyjnej oraz neurookulistyki i elektrofizjologii) a w latach 2004–2010 pełniła funkcję sekretarza prezydium zarządu głównego.
Od 1996 roku należy do American Academy of Ophthalmology.